# Мортира Менбі

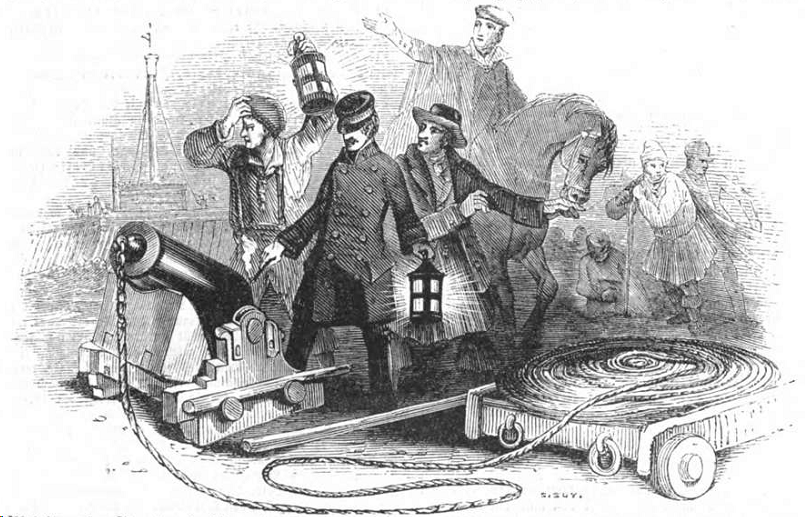
Малюнок 1842 року.

Мортира Менбі або апарат Менбі (англ. Manby mortar, Manby apparatus) — пристрій для рятування на морі, розроблений на початку XIX століття. Це була мортира, здатна запускати з берега трос на корабель, що тонув, таким чином, щоб цей трос можна було використовувати для спрямування рятувального човна до корабля. Пізніше також мортиру застосовували для закидання рятувальних люльок.
Цей пристрій винайшов капітан Джордж Вільям Менбі після того, як він став свідком аварії корабля «Snipe», що сів на мілину біля Грейт-Ярмута в 1807 році.
Перший зареєстрований порятунок за допомогою апарату Менбі відбувся 18 лютого 1808 під керівництвом самого Менбі. За допомогою пристрою вдалося доставити у безпечне місце екіпаж бригу «Elizabeth», що сів на мілину біля берега поблизу Грейт-Ярмута. За оцінками, на момент смерті Менбі за допомогою його апарату було врятовано з кораблів, що сіли на мілину, майже 1000 осіб. Протягом багатьох років апарат використовувала Морська охорона,  Waterguard, а пізніше Королівська берегова охорона.

## Попередні спроби

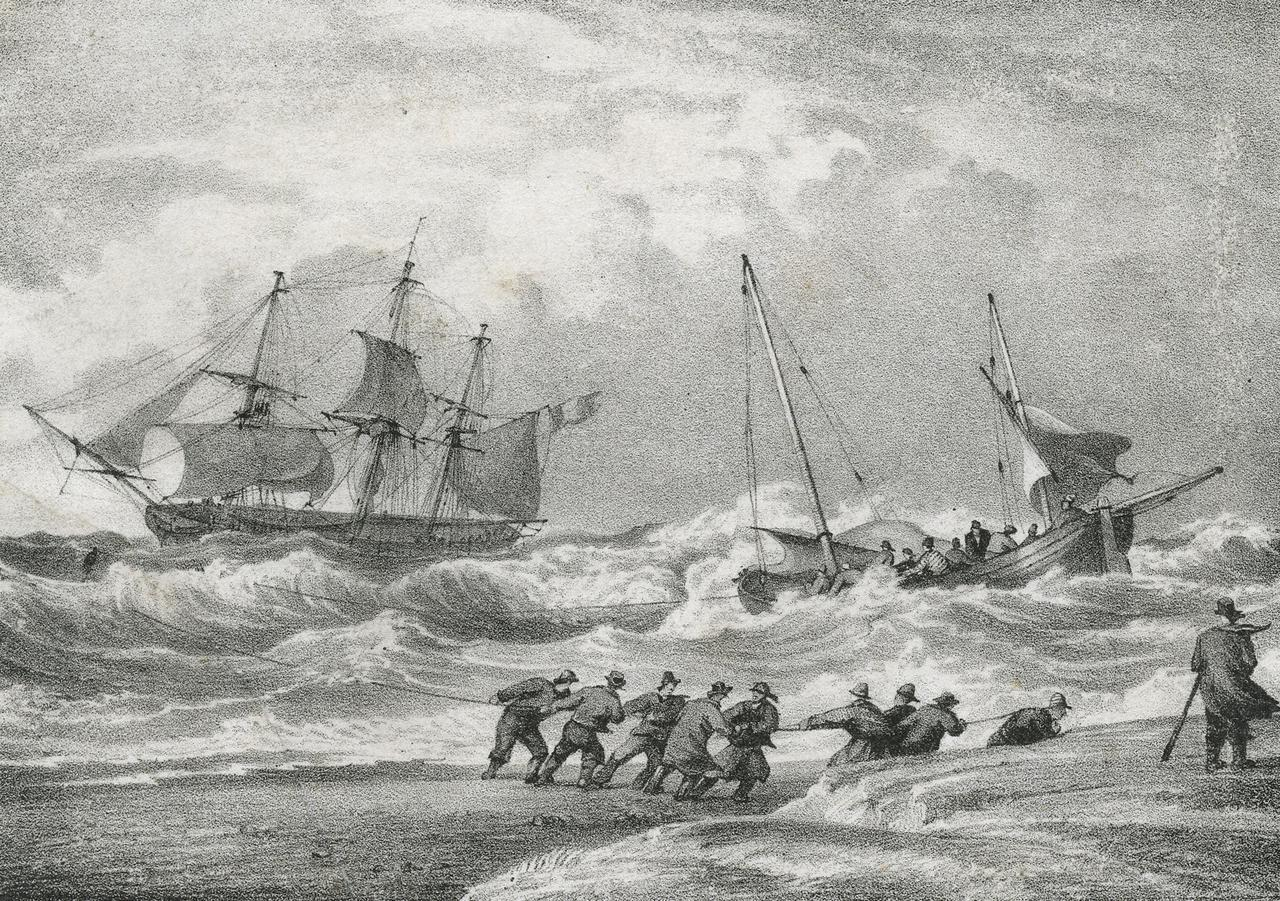
Джон Кантіло Джой і Вільям Джой, «Наближення до судна, яке потребує допомоги», музейна колекція Норфолка

Подібну ідею намагався втілити французький винахідник Жак Жозеф Дюкарн де Бланжі. Також існував проєкт використання подібного пристрою для переправи з корабля на берег, запропонована Джоном Беллом. У 1792 році Товариство заохочення мистецтв, промисловості та торгівлі виплатило йому винагородоу в п'ятдесят гіней. У 1807 році Товариство надало деякі додаткові подробиці, зокрема схему апарату. Крім того, Джордж Міллер ще у 1793 році пропонував Товариству придбати мортиру та троси для порятунку людей із суден, що зазнавали аварій на узбережжі Данбара.

## Розробка і застосування
Ранні проблеми полягали в тому, що через займання порохового заряду ламався ланцюг або прогорав трос. Пізніше Менбі відзначав, що для випробувань мортири у 1838 році капітан Гарріс, медичний працівник Колоніальної мотузкової майстерні у Грейт-Грімсбі, надав мотузку, яка була більш придатною для такого використання, завдяки її легкості, гнучкості, міцності та довговічності.
Успіх рятувальних операцій залежав як від команди, яка керувала мортирою, так і від екіпажу судна, що зазнало лиха. Навіть у 1844 році в листі, опублікованому в «Shipping and Mercantile Gazette», описувалася загибель суден «York Union» у Вінтертоні та судна «Sarah of Goole», викинутого на берег у Кортоні. Вважається, що це сталося через те, що їхні екіпажі не знали своєї ролі в управлінні обладнанням.
У другій половині XIX століття було розроблено гармату Лайла, що мала більшу дальність метання, ніж мортира Менбі. Ще в 1842 році екіпаж судна «Huzza» врятували біля Гартлпула за допомогою закидання тросу ракетою, і врешті ракети повністю замінили мортиру Менбі.

## Пам'ять
Мортиру Менбі зображено на в'їзному знаку рідного села її винахідника Гілґей у Норфолку.
У 1967 році знятий документальний фільм про винахідника. сценах показано використання мортири, ракети та рятувальної люльки.